# هارتویگ لوگر
هارتویگ لوگر (به آلمانی: Hartwig Löger) متولد ۱۵ ژوئیه ۱۹۶۵ سیاستمدار اتریشی و مدیر سابق تجارت است. از سال ۲۰۱۱ تا ۲۰۱۷ مدیر اجرایی UNIQA (یونیکا) بود و از سال ۲۰۱۷ به عنوان وزیر دارایی خدمت کرد. در ۲۲ مه ۲۰۱۹، پس از ماجرای ایبیزا، وی به عنوان معاون صدراعظم کورتس انتخاب شد و در ۲۸ مه ۲۰۱۹ رئیس‌جمهور اتریش وی را به عنوان صدراعظم موقت انتخاب کرد و در ۳ ژوئن ۲۰۱۹ وی را برکنار کرد و بریگیته بیرلاین را به جانشینی او منصوب کرد.

## زندگی
لوگر در زلتستال در اشتایرمارک متولد شد. او متأهل دارای دو فرزند است و در وین پایتخت اتریش زندگی می‌کند. او در سال ۱۹۸۳ در دبیرستان Admont فارغ‌التحصیل شد. لوگر که در ابتدا برای حرفه خلبانی تلاش می‌کرد، آموزش نامزد افسری را در نیروهای مسلح اتریش شروع کرد و امتحان ورودی خلبانان را در آنجا گذراند. به دلیل آسیب زانو، لوگر در امتحان شکست خورد و به‌طور تصادفی در شاخه بیمه قرار گرفت. او در سال‌های ۱۹۸۷ و ۱۹۸۸ در دوره اقتصاد بیمه در دانشگاه اقتصاد و کسب‌وکار وین تحصیل کرد و از ۱۹۹۹ تا ۲۰۰۱ دوره مدیریت بین‌المللی (IMEA) را در دانشگاه سنت گالن گذراند.

## شغل
از سال ۱۹۸۵ تا ۱۹۸۹ لوگر به عنوان مشاور مشتری برای نماینده بیمه کار می‌کرد. بعداً، او تا سال ۱۹۹۶ در آلیانتس به عنوان مدیر فروش در منطقه اشتایرمارک، سپس به عنوان دستیار مدیریت در بیمه متقابل گرازرو تا سال ۲۰۰۲ به عنوان مدیر فروش در بیمه دانوب کار کرد. از سال ۲۰۰۲ تا ۲۰۱۷ او در گروه بیمه یونیکا، ابتدا به عنوان مدیر عامل یونیکا و بعداً، تا سال ۲۰۱۱، به عنوان رئیس بخش فروش منحصر به فرد مشغول به کار شد. در سال ۲۰۱۱ او یک افسر ارشد شرکت در اونیکا و مدیر اجرایی اونیکای اتریش شد. در دسامبر ۲۰۱۷، کورت سووبودا به عنوان مدیرعامل جانشین وی شد.
از سال ۲۰۱۴ تا فوریه ۲۰۱۸، لوگر رئیس اتحادیه ورزش‌ها بود. از سال ۲۰۱۱ او عضو نهادهای دولتی وین اتحادیه تجاری حزب مردم بود.

## حرفه سیاسی
لوگر به عنوان وزیر دارایی در دولت ائتلافی صدراعظم سباستین کورتس خدمت کرد. وی از سوی حزب مردم برای این سمت نامزد شد.
در کنار گرنوت بلومل، گونتر هلم (هوفر KG) و ولفگانگ لایتنر، لوگر از ژانویه ۲۰۱۸ به عنوان عضو کمیته نامزد صنایع هلدینگ صنعتی خدمت می‌کند. این کمیته تصمیم می‌گیرد چه کسانی به هیئت نظارت شرکت‌ها با مشارکت دولتی اعزام شوند.